# Alive (2020)
#Alive (#살아있다 #saraitda) is een Zuid-koreaanse postapocalyptische horrorfilm uit 2020 onder regie van Cho Il-hyeong, met in de hoofdrollen Yoo Ah-in en Park Shin-hye. De film is gebaseerd op een scenario uit 2019 van Matt Naylor (dat zelf ook verfilmd werd), die zijn script samen met Cho heeft aangepast voor de Koreaanse markt. 

## Verhaal
Oh Joon-woo is alleen in het appartement van zijn familie in Seoul wanneer zombies mensen buiten beginnen aan te vallen en te infecteren. Plots stormt een buurman binnen die smeekt om te mogen blijven, maar hij verandert in een zombie en valt Joon-woo aan. Joon-woo duwt hem naar buiten en doet de deur op slot, waarna hij door het kijkgaatje van de deur ziet hoe een grote zombie zijn buurman aanvalt. Joon-woo ontvangt vervolgens berichten van zijn ouders dat ze veilig zijn.
Joon-woo blokkeert zijn voordeur met de koelkast en plaatst een bericht op sociale media om geëvacueerd te worden. Door zijn smartphone aan een drone te bevestigen, verkent hij zijn buurt en realiseert zich dat deze nu overspoeld wordt. Hoewel de noodstroomvoorziening blijft werken, verliest Joon-woo geleidelijk de toegang tot telefoonnetwerken, internet en stromend water.
Op een nacht ziet Joon-woo hoe zombies buiten een politieagente aanvallen. Hij schreeuwt naar ze, wat de aandacht van een zombie trekt die vervolgens het appartement binnendringt en de koelkast omver stoot, waardoor het eten verloren gaat. Joon-woo lokt de zombie naar het balkon zodat die in de diepte stort. Hij grijpt naar alcohol om te overleven, maar hallucineert door honger en dorst over zijn familie. Wanneer het telefoonnetwerk weer even beschikbaar is, ontvangt Joon-woo een voicemail van zijn familie met de boodschap dat hun schuilplaats overspoeld wordt. Woedend verlaat hij het appartement om zombies te doden, maar wanneer hij tegen een overmacht staat, moet hij vluchten en slaagt er ternauwernood in om weer naar binnen te glippen.
Ten einde raad probeert Joon-woo zichzelf op te hangen, maar stopt wanneer hij het licht van een laserpointer ziet. Het signaal komt van Kim Yoo-bin, een overlevende die in het tegenoverliggende appartementengebouw woont. Yoo-bin probeert een kabellijn tussen hun appartementen te spannen door een kabel aan haar tafel te bevestigen en het andere uiteinde naar Joon-woo te gooien, maar de kabel belandt op straat. Joon-woo gebruikt zijn drone om met succes een andere kabel te spannen, maar een geïnfecteerde brandweerman trekt aan de eerste kabel, waardoor Yoo-bins tafel door haar appartement vliegt, haar bewusteloos slaat en tegen de balkonreling blijft steken. De zombie begint aan de kabel naar boven te klimmen, maar Joon-woo leidt hem af door zijn drone op te offeren waardoor Yoo-bin genoeg tijd heeft om wakker te worden en de zombie te doden.
Joon-woo plundert het appartement van zijn buurman voor voedsel, kleding en walkietalkies, waarbij hij ternauwernood zijn zombiebuurman kan ontwijken. Hij stuurt een walkietalkie naar Yoo-bin waardoor de twee met elkaar kunnen praten en een band krijgen. Plotseling raken de geïnfecteerde hordes geagiteerd en een nerveuze Yoo-bin stoot per ongeluk een plank om. Door het lawaai verzamelen de zombies zich bij haar deur, maar Joon-woo leidt hen af.
Yoo-bin zegt dat de achtste verdieping van Joon-woo's appartementsgebouw er leeg uitziet. Het paar maakt zich klaar om van hun balkons naar beneden te klimmen en vecht zich een weg naar de achtste verdieping, maar de deuren zijn op slot en de zombies volgen hen. Plotseling verschijnt er een gemaskerde man uit het laatste appartement op de verdieping en redt hen. Hij geeft hen eten en water, maar het bevat een medicijn waardoor Joon-woo in slaap valt. De man bindt de polsen van het paar vast en sluit Yoo-bin op in een slaapkamer bij zijn vastgebonden, geïnfecteerde vrouw. Joon-woo wordt wakker en bedreigt de vreemdeling, maar die maakt de boeien van zijn vrouw los van buiten de slaapkamer. Zodra Yoo-bin stil is, opent de vreemdeling de slaapkamerdeur, alleen om te ontdekken dat Yoo-bin het hoofd van de geïnfecteerde vrouw in stof heeft gewikkeld. De geïnfecteerde vrouw valt haar man aan, en Yoo-bin schiet hen beiden neer.
De geweerschoten trekken meer zombies aan. Yoo-bin vraagt Joon-woo haar te doden voordat de zombies binnen geraken. Terwijl hij aarzelt, horen ze buiten helikopters. Het duo haast zich naar het dak, achtervolgd door de zombies. Vlak voordat ze overweldigd worden, houdt een legerhelikopter de zombies op afstand en brengt het duo in veiligheid. Een voice-over van een presentator legt uit dat draadloze netwerken hersteld worden en dat het leger overlevenden redt die berichten op sociale media hebben geplaatst. De film eindigt met de hashtag "#StayAlive" van Joon-woo's bericht op sociale media, die verandert in "#Alive".

## Rolverdeling
| Acteur         | Personage                   |
| -------------- | --------------------------- |
| Yoo Ah-in      | Oh Joon-woo                 |
| Park Shin-hye  | Kim Yoo-bin                 |
| Jeon Bae-soo   | gemaskerde man              |
| Lee Hyun-wook  | buurman Lee Sang-chul       |
| Oh Hye-won     | politieagente               |
| Jin So-yeon    | Elena Kim                   |
| Lee Chae-kyung | vrouw van de gemaskerde man |

## Release en ontvangst
#Alive werd in de Zuid-Koreaanse bioscopen uitgebracht op 24 juni 2020. In augustus van dat jaar verwierf Netflix de wereldwijde rechten op de film en vanaf 8 september 2020 was de film beschikbaar op Netflix.
De film behaalde een score van 88% (25 recensies) op Rotten Tomatoes, met een gemiddelde score van 6,8/10.